# Vatikánská lékárna
Vatikánská lékárna (italsky Farmacia Vaticana) je jedinou lékárnou Městského státu Vatikán. Jedná se o jednu z nejlépe zásobených a nejvíce navštěvovaných lékáren světa. Denně zde nakupuje až 2000 zákazníků, z nichž až polovina přichází z italského území.

## Historie
Potřeba soukromého dodavatele léčiv pro Svatý stolec vzrostla v období po sjednocení Itálie, kdy v letech 1870 – 1929 došlo k izolaci papežů ve Vatikánu. Tuto situaci později vyřešilo podepsání Lateránských smluv v roce 1929.  
Státní sekretář Giacomo Antonelli proto oslovil Eusebia Ludvika Fronmena, člena řádu milosrdných bratří, který vedl v Římě vlastní špitál. Eusebio Ludvik Fronmen v roce 1874 upravil malou místnost k uchování léků pro papeže a další čelné představitele církve. Členové řádu milosrdných bratří zároveň od roku 1892 o papeže pečovali.
Skutečná lékárna byla otevřena v roce 1892 a v roce 1917 se přesunula do blízkosti brány sv. Anny. V roce 1929, po uzavření Lateránských smluv uznávajících suverenitu Vatikánu, byla lékárna přestěhována na vhodnější místo, do paláce Belvedere poblíž supermarketu a pošty, kde sídlí dodnes. V letech 2019 – 2020 došlo ke kompletní modernizaci prostor lékárny v souvislosti se zaváděním inovativního robotického řešení pro skladování i distribuci léků. Tradiční lékárnu zde připomínají jen starobylé keramické nádoby a medicínské urny na vrchu jednotlivých skříní, doplněné portrétem papeže a sv. Jana Božího.   

Mapa Vatikánu s vyznačením objektu lékárny (Farmacia)

Lékárnu dodnes vede Řád milosrdných bratří, mezi zhruba 60 zaměstnanci však převažují laici. Státní dohled nad lékárnou vykonává Oddělení zdraví a hygieny vatikánského Guvernorátu. Od roku 2021 lékárna provádí očkování proti nemoci covid-19 pro vatikánské občany a zaměstnance.

## Sortiment
Mnoho lidí sem přichází pro zahraniční léky a medikamenty, které jinde v Římě nejsou dostupné. Díky zboží nepodléhajícímu zdanění jsou ceny navíc o 12 – 25 % nižší oproti italským obchodům.
Lékárna nenabízí medikamenty, které jsou v rozporu s katolickou morálkou, jako jsou antikoncepce a abortiva, stimulační látky, farmaka z konopí a podobně. Naopak jsou v nabídce homeopatika, fytofarmaka, veterinární léky nebo potraviny pro osoby se speciálními dietními nároky. Největší pozornosti se ovšem těší parfémy, kosmetika a zkrášlující krémy, o něž je takový zájem, že musela být původní lékárna rozšířena o nové křídlo.

## Dostupnost
Lékárna se nachází uvnitř vatikánských hradeb, mimo běžně přístupné trasy. Je tak snadno dostupná pouze pro občany a zaměstnance Vatikánu. Aby mohli v lékárně nakupovat i ostatní zákazníci, musí požádat o speciální registraci, ke vstupu pak potřebují ještě doklad totožnosti a lékařský předpis.